# Privatbrauerei Eichbaum

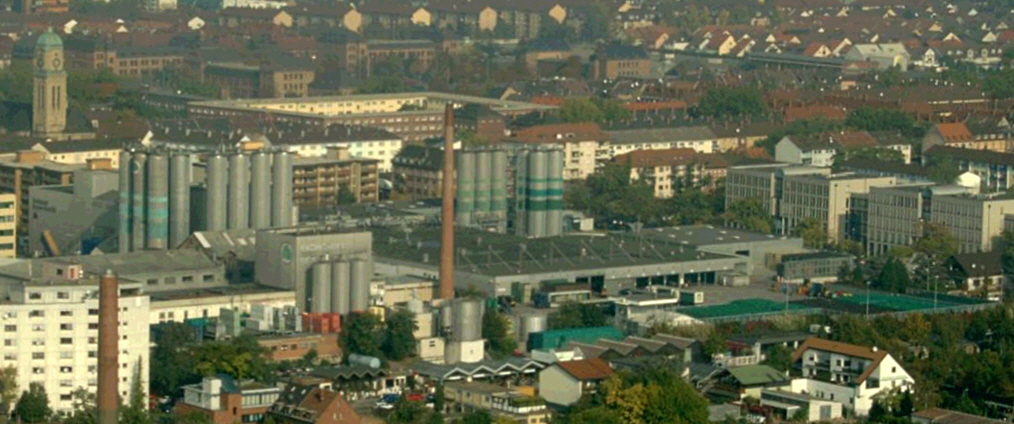
Brauereigelände in Mannheim

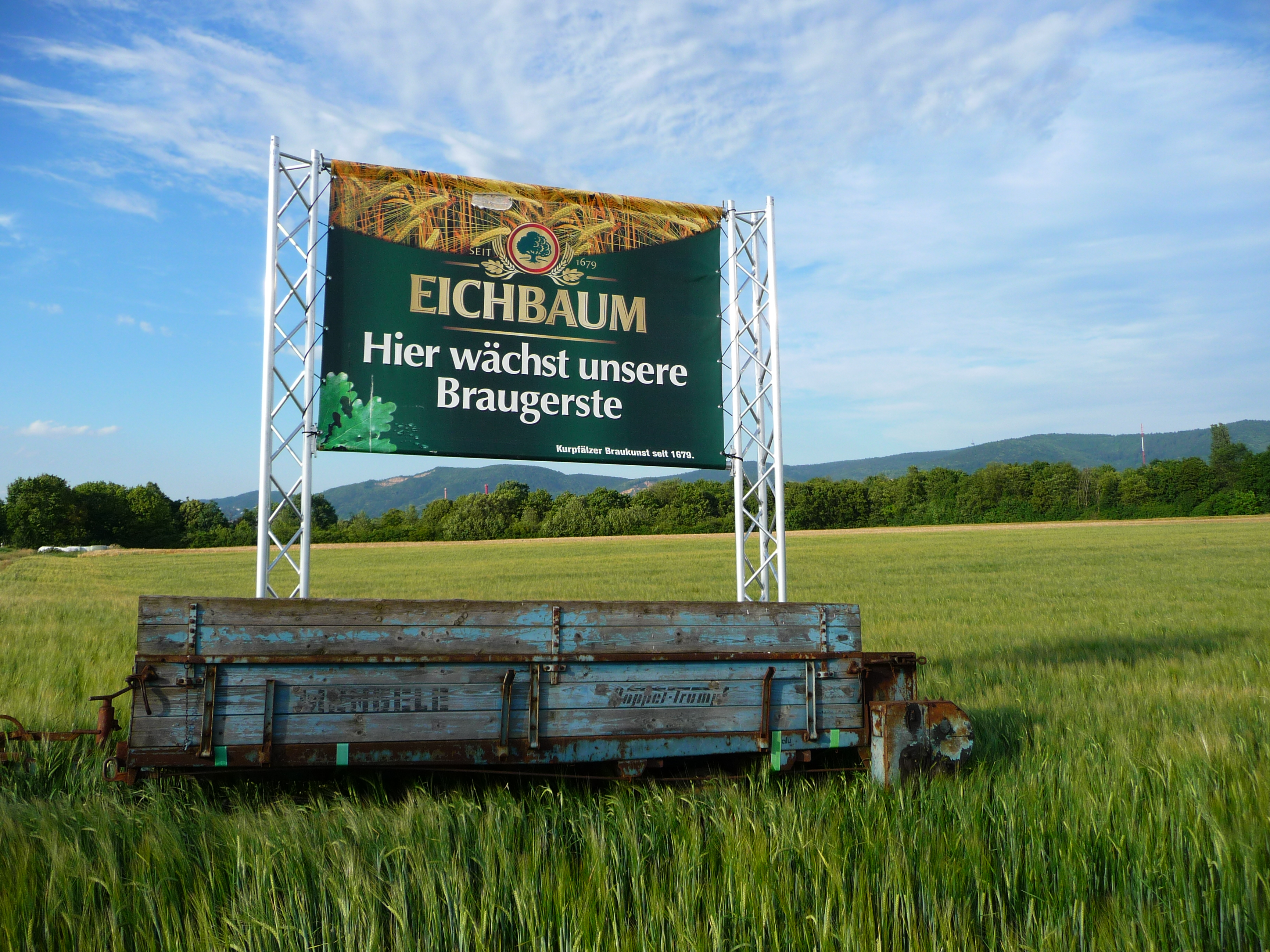
Einkauf von Braugerste bei regionalen Anbietern

Die Privatbrauerei Eichbaum GmbH & Co. KG ist ein Getränkeunternehmen mit Sitz in Mannheim.

## Firmengeschichte

### Anfänge
Die Geschichte der Brauerei Eichbaum begann am 3. Oktober 1679, als der Mannheimer Stadtrat an Jean du Chaine (Chêne) eine Brauereikonzession verlieh und ihm erlaubte, „einen Schildt zum Aichbaum außzuhenken, ahn seine Behaußung in der Mauritzgaßen“. Zur damaligen Zeit gab es in Mannheim rund 25 Brauereien. Angelehnt an seinen Namen (chêne französisch Eiche) gründete der wallonische Bierbrauer in der Mauritzgasse (heute: Quadrat Q 5) die Schankwirtschaft „Zum Aichbaum“. Die vollständige Zerstörung der Stadt im Pfälzischen Erbfolgekrieg beendete 1689 dieses erste Kapitel der Brauerei.
Nach dem Wiederaufbau der Stadt wurde der Name 1717 von dem Hanauer Johannes Blanckart wiederbelebt. Seine Brauereischenke „Zum grünen Eichbaum“ im Quadrat P 5 wurde zu einer der beliebtesten der Stadt und profitierte vom großen wirtschaftlichen Erfolg Mannheims im 18. Jahrhundert.

### Industrialisierung und Expansion

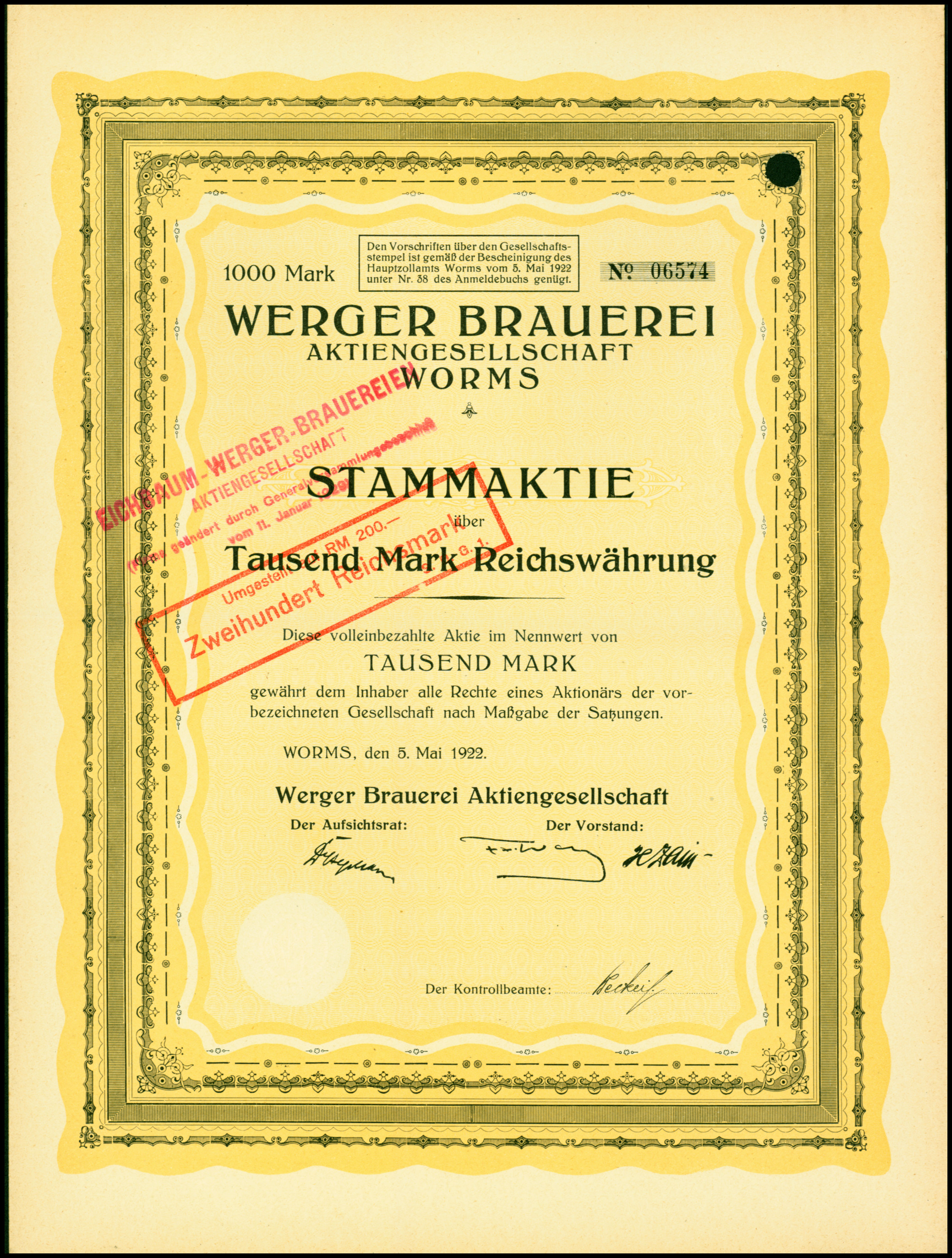
Aktie über 1000 RM der Werger Brauerei vom 5. Mai 1922, 1929 umgestempelt auf Eichbaum-Werger-Brauereien AG

Der Schriesheimer Heinrich Forschner, der die Brauerei 1827 übernahm, expandierte früh auf die andere Neckarseite und errichtete in zehn Meter Tiefe eine Bierlagerstätte. Forschners Nachfolger, die Brüder Hoffmann, verlegten in den 1870er Jahren die gesamte Brauerei über den Neckar in den heutigen Mannheimer Ortsteil Wohlgelegen, wo sich bis heute das Eichbaum-Firmengelände befindet.
1881 wurde die Eichbaum-Brauerei in eine Aktiengesellschaft umgewandelt und expandierte weiter, sie war vor dem Ersten Weltkrieg eine der hundert größten Brauereien im Deutschen Reich. Die alliierte Besetzung der linksrheinischen Gebiete nach Ende des Krieges schnitt der Brauerei 1918 jedoch einen wichtigen Absatzmarkt ab. Nur durch eine 1929 geschlossene Kooperation mit der Wormser Werger-Brauerei konnten Kunden auf der linken Rheinseite bedient werden. Diese Zusammenarbeit führte 1929 zu einer Fusion zur „Eichbaum-Werger-Brauereien AG“ mit Sitz in Worms.

### Zerstörung und Wiederaufbau
Der aufkommende Nationalsozialismus ließ den Bierabsatz der Eichbaum-Brauereien AG einbrechen, da das Unternehmen sich zu bedeutenden Teilen in der Hand jüdischer Aktionäre befand. Öffentliche Aufträge erhielt das Unternehmen erst nach 1936, als die jüdischen Anteilsinhaber aus dem Unternehmen herausgedrängt worden waren. Die Brauerei erholte sich wirtschaftlich jedoch nur zeitweilig – der Zweite Weltkrieg brachte die Produktion vollständig zum Erliegen.
Den schnellen Wiederaufbau nach dem Zweiten Weltkrieg verdankte Eichbaum dem Status als Hauptlieferant der amerikanischen Armee. Das bald wieder prosperierende Unternehmen expandierte weiter und ließ die Rekordmarke von 300.000 Hektolitern aus der Zwischenkriegszeit hinter sich. 1966 wurden 440.000 hl Bier abgesetzt.

### Eigentümerwechsel und Restrukturierungen
1970 wurde das Unternehmen durch die Frankfurter Henninger-Gruppe übernommen. Sparmaßnahmen führten 1978 zur Schließung der Wormser Betriebsstätte, der Hauptsitz der Eichbaum-Brauerei wurde zurück nach Mannheim verlegt.
Ab 1991 gehörte auch das Freiberger Brauhaus zur Eichbaum.
Aufgrund finanzieller Schwierigkeiten, die zur Insolvenz des Henninger-Eigentümers, der Gebr. März Gruppe führten, brach die Henninger-Gruppe Ende der 1990er Jahre auseinander. Der SAP-Gründer Dietmar Hopp sprang 1998 bei dem Unternehmen ein und führte es mit einigen Zukäufen unter das Dach des Getränkeunternehmens Actris. 2005 wurde mit 480 Mitarbeitern ein Umsatz von 130 Mio. Euro erwirtschaftet.
2006 wurde ein Management-Buy-out angekündigt; die Eichbaum-Brauerei samt der Beteiligung an den Pirmasenser Park & Bellheimer Brauereien sowie der Odenwald-Quelle, Heppenheim sollten an Vorstandsmitglieder der Actris übergehen. Nach einem erfolglosen Squeeze-out, das im Dezember 2007 eingeleitet wurde, gab die Geschäftsleitung im Juli 2008 bekannt, umfangreiche Restrukturierungen bei Eichbaum zu planen.
Das Management-Buy-out wurde zum Ende des Jahres 2009 umgesetzt. Seit dem 1. Januar 2010 firmiert das Unternehmen als Privatbrauerei Eichbaum GmbH & Co KG.

## Eigenwasserversorgung
Auf dem betriebseigenen Gelände der Privatbrauerei Eichbaum gibt es drei Tiefbrunnen (133 m, 118 m, 103 m). Aufgrund der Tiefe dieser Brunnen ist das Wasser durch mehrere Sperrschichten im Boden von den oberen Schichten isoliert. Kontaminationen des genutzten Grundwassers sind daher unwahrscheinlich. Potenziell gesundheitsschädliche Wasserbestandteile, wie z. B. Schwermetalle und Nitrat, sind ebenfalls nicht oder nur in Spuren vorhanden.
Das Brunnenwasser der Eichbaum-Brauereien ist als natürliches Mineralwasser anerkannt.

## Sonstiges
- In Mannheim wird die Biermarke Eichbaum auch mit den Spitznamen „Leichenwasser“, „Urleich“, „Friedhofsbräu“ oder „Leichbaum“ bezeichnet, weil sich die Brauerei direkt neben dem Hauptfriedhof Mannheim befindet und das Brauwasser aus drei Brunnen auf dem Betriebsgelände bezogen wird.[5]
- Während sich viele Unternehmen nach dem Beginn des Ukraine-Krieges 2022 aus Russland zurückgezogen haben, liefert die Eichbaum-Brauerei weiter Bier nach Russland. Dies wurde im April 2024 bekannt.[6]

## Produkte (Auswahl)
Dachmarke Eichbaum
- Eichbaum Ureich Premium Pils[7]
- Eichbaum Leichter Typ[8]
- Eichbaum Kurpfälzer Helles
- Eichbaum Rotes Räuberbier
- Eichbaum Kläänes Pils

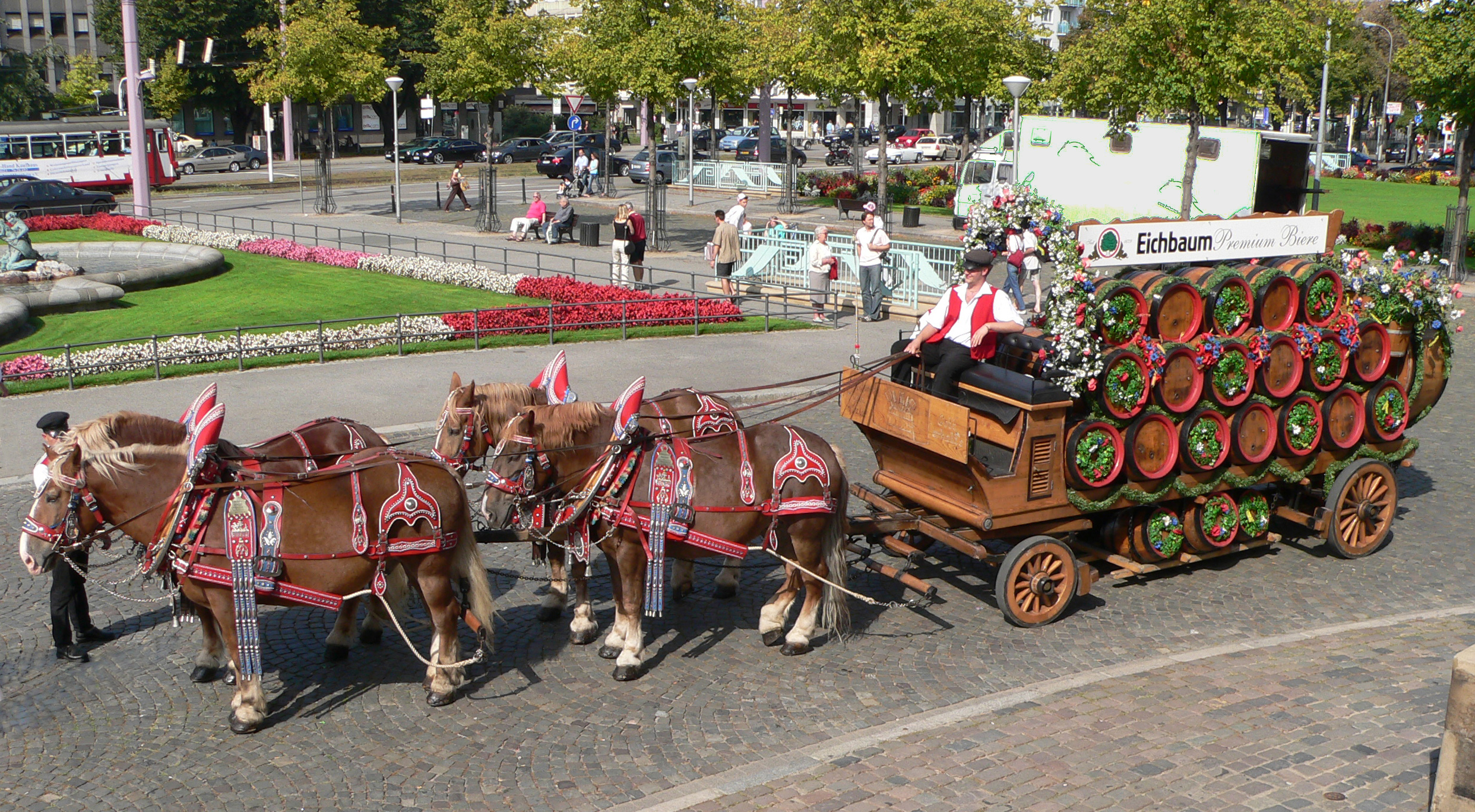
Traditionskutsche der Brauerei

- Eichbaum Apostulator (Doppelbock-Bier)[9]

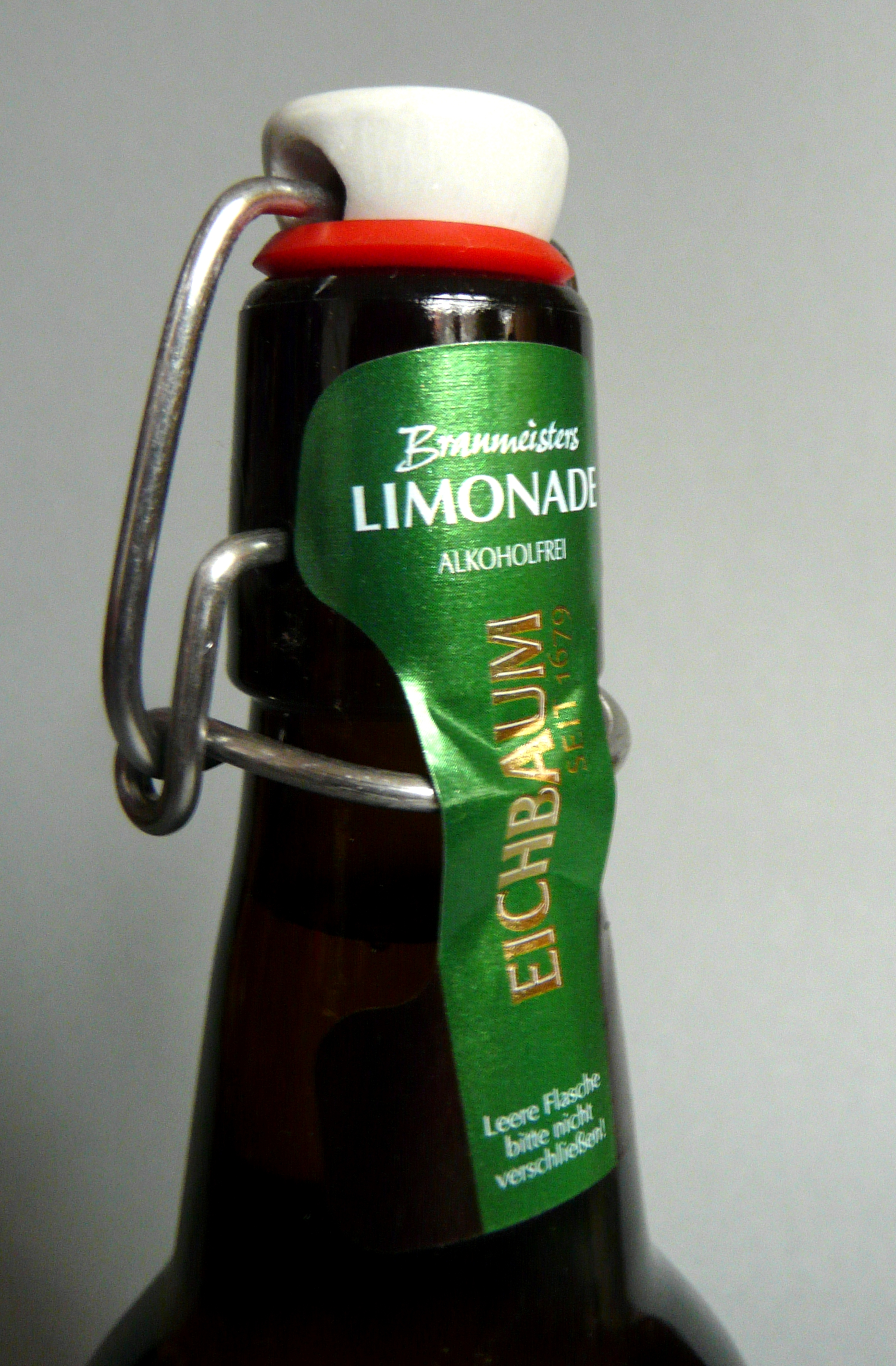
Braumeisters Limonade mit Bügelverschluss

- Eichbaum Braumeisters Limonade (Zitrone Naturtrüb, Orange-Malz, Wilder Holunder, Milde Grapefruit)[10]
- Eichbaum Braumeisters Brand (Mirabelle-Malz, Williams-Malz, Apfel-Malz, Zwetschge-Malz)

andere Marken
- Feuerio-Tropfen (zur Fastenzeit)[11]
- Apostelbräu[12]
- Gerstel[13]
- Karamalz[14], Karamalz Fresh Lemon sowie Karacola
- Germania Export[15] und Pilsner